# Kikula
 (février 2023).
Si vous disposez d'ouvrages ou d'articles de référence ou si vous connaissez des sites web de qualité traitant du thème abordé ici, merci de compléter l'article en donnant les références utiles à sa vérifiabilité et en les liant à la section « Notes et références ».
Kikula est une commune de la ville de Likasi en République démocratique du Congo. Également appelée cité Kikula ou Kikul City; c'est la commune avec une forte densité de population sur toute l'étendue de la ville.